# Sotlärka
Sotlärka (Pinarocorys nigricans) är en trastlik fågel i familjen lärkor inom ordningen tättingar. Den häckar i centrala och södra Afrika i skogstypen miombo, i ett område från Angola via södra Kongo-Kinshasa till södra Tanzania IUCN kategoriserar den som livskraftig.

## Utseende och läte
Sotlärkan är en stor (19–20 cm) och slank, trastlik lärka med påtaglig ansiktsteckning, mycket mörk ovansida och kraftigt tecknat bröst. Hanen har vitt runt ögat, på kinden, på halssidan samt i ett mustasch- och ögonbrymsstreck, medan den har mörka örontäckare samt mörkt ögon-, strupsides- och kindstreck. Hjässan och ovansinda är svartbrun med tydliga ljusa kanter på vingpennorna i fräsch dräkt. Undersidan är vitaktig, på bröstet tydligt streckat i svartbrunt. Ögat är mörkt, benen vitaktiga och näbben mörk hornfärgad med ljusare längst in på nedre näbbhalvan.

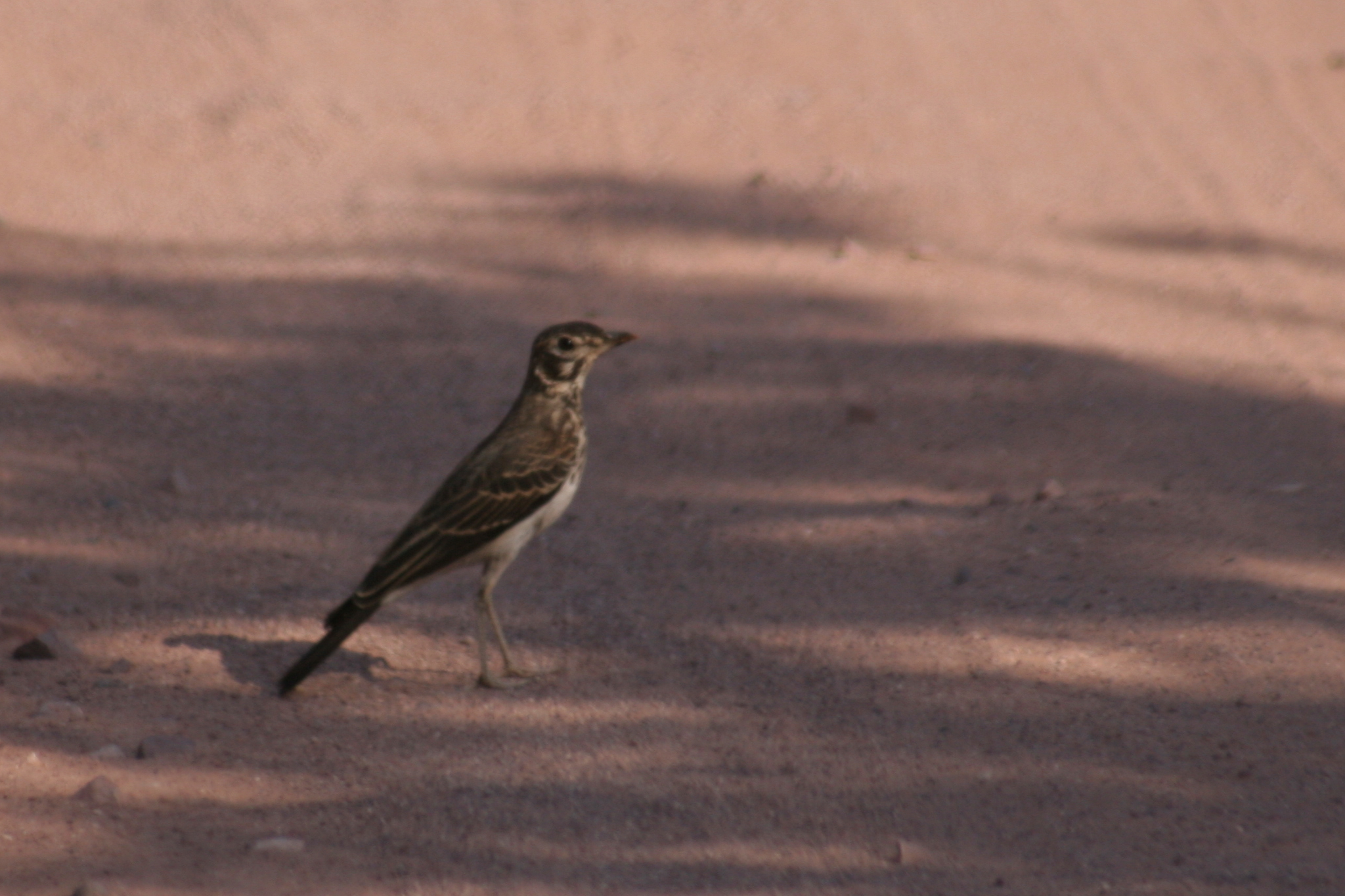

Honan skiljer sig från hanen genom mindre tydlig ansiksteckning, ljusare ovansida och mer beige undersida med inte lika mörk streckning. Hanen sjunger i sångflykt ett rätt tonlöst och strävt “zhreeep” eller “drree-up”.

## Utbredning och systematik
Sotlärka delas in i två underarter med följande utbredning:
- Pinarocorys nigricans occidentis – förekommer i sydvästra Kongo-Kinshasa och norra Angola, flyttar till Namibia och Moçambique
- Pinarocorys nigricans nigricans – förekommer i södra Kongo-Kinshasa, nordvästra Zambia och sydvästra Tanzania, flyttar till Namibia och Moçambique

### Släktskap
Genetiska studier visar att sotlärkan och dess systerart rostgumpad lärka är närmast släkt med ökenlärkorna i Ammomanes.

## Levnadssätt
Arten häckar i miombo och Uapaca-savann, vanligen där det finns relativt lite marktäckande växtlighet och ofta där det nyligen brunnit. Utanför häckningstid ses den i öppnare miljöer och kan då ses också på vägrenar. Fågeln födosöker mestadels på marken då den ofta stannar och snärter till med öppna vingar, ett beteende den tros ha för att skrämma upp insekter, dess huvudsakliga föda.

### Häckning
Sotlärkan häckar under torrperioden, från augusti till oktober. Boet är ett djupt hål som den tros gräva ut själv, intill en jordklump eller exponerad grästuva. Däri lägger den två ägg. Ungarna matas av båda föräldrarna som intill boet beter sig mycket oroligt och flyger upp till närmaste träd vid störning.

## Status och hot
Arten har ett stort utbredningsområde och en stor population med stabil utveckling. Den tros inte heller vara utsatt för något substantiellt hot. Utifrån dessa kriterier kategoriserar internationella naturvårdsunionen IUCN arten som livskraftig (LC). Världspopulationen har inte uppskattats men den beskrivs som sporadiskt, oregelbundet och lokalt förekommande.